# Zakouski

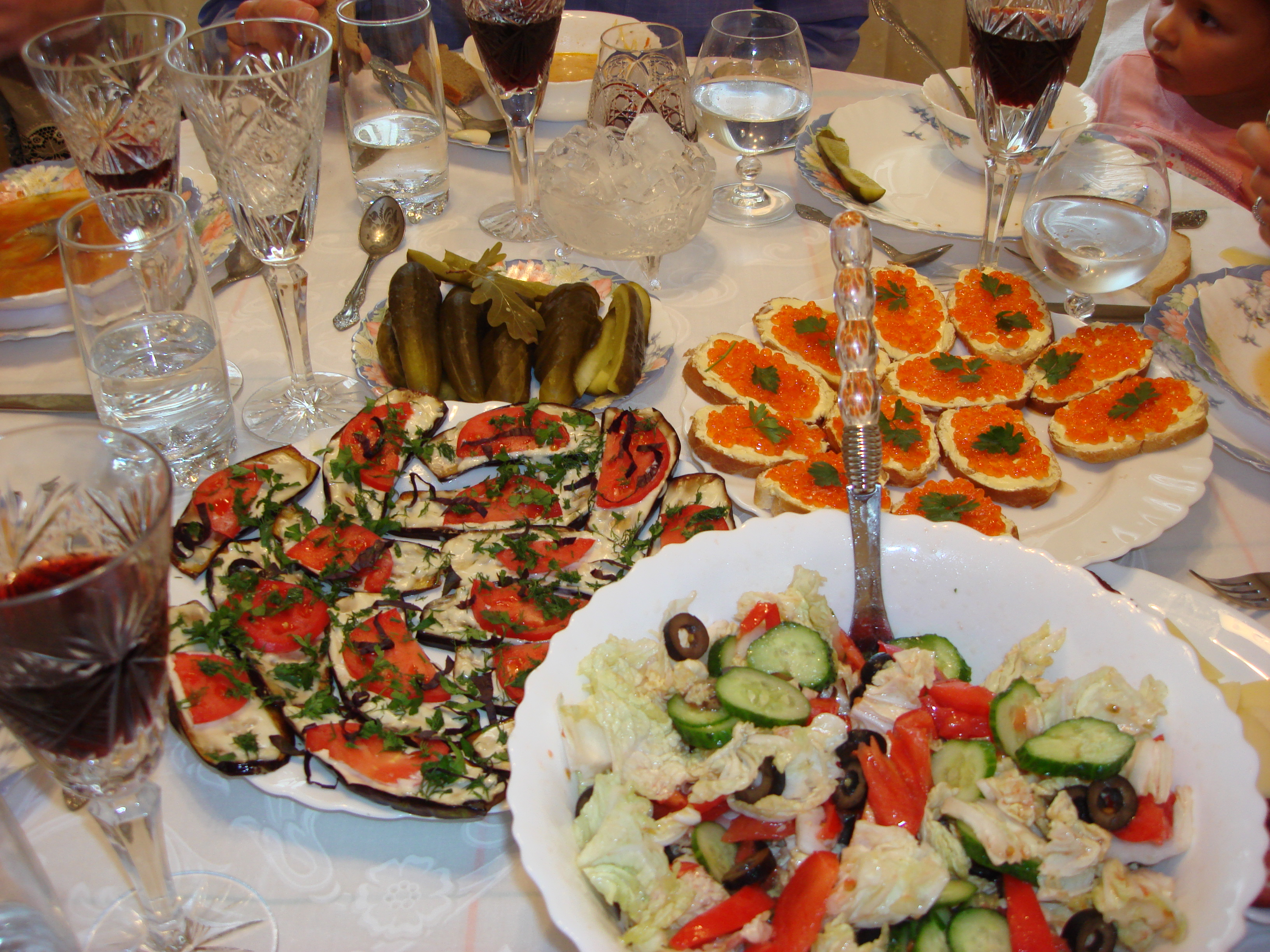
Zakouskis.

Le terme zakouski ou zakouskis  est un terme russe qui désigne les hors-d'œuvre.

## Usage du terme zakouski dans la cuisine russe
Les zakouski ou zakouskis (du russe закуски zakouski, pluriel de закуска zakouska) sont les hors-d’œuvre typiques de la cuisine russe.
Ils sont d’une grande variété.  Ils se composent notamment de charcuteries, de poissons (harengs marinés ou fumés), de caviar (œufs de poissons : saumon, esturgeon), du caviar d'aubergine, des concombres faiblement salés (malossol), de salades diverses…
Ils sont servis en apéritifs et tiennent une place importante dans la cuisine russe ou la cuisine arménienne et ashkénaze, particulièrement lors des réceptions. On les sert habituellement dans une autre pièce que celle du repas.

## Autres sens
Dans le journalisme, ce terme est utilisé pour indiquer des articles très brefs proposés dans les premières pages d’un magazine, avec l’objectif d’« accrocher » le lecteur.
En français, le mot « zakouski » désigne les petits fours salés et mises en bouche. C'est un synonyme de amuse-gueule.